# إف. أو. س. دارلي
إف. أو. س. دارلي (بالإنجليزية: F. O. C. Darley)‏ هو رسام أمريكي، ولد في 23 يونيو 1822 في فيلادلفيا في الولايات المتحدة، وتوفي في 27 مارس 1888 في كلايمونت في الولايات المتحدة.

## معرض صور

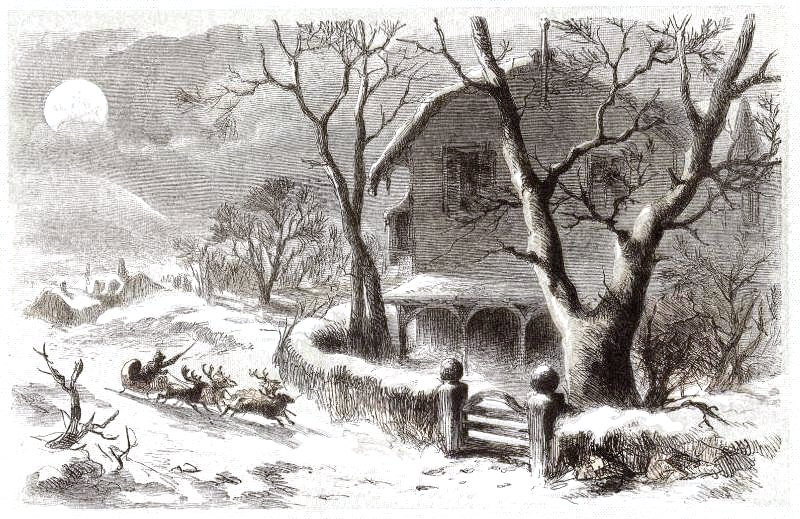
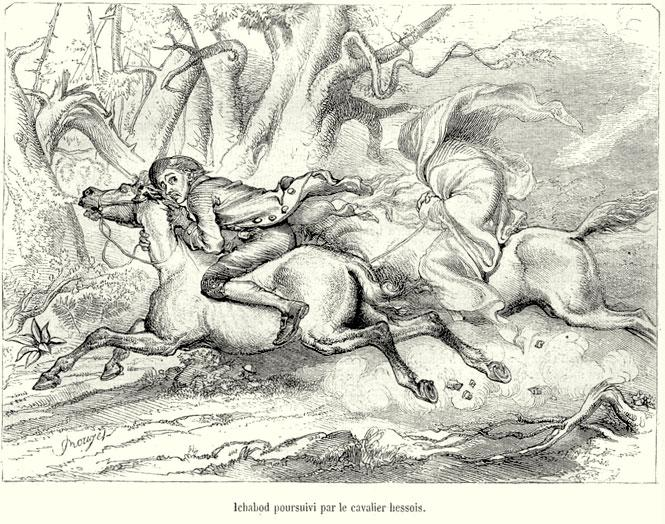
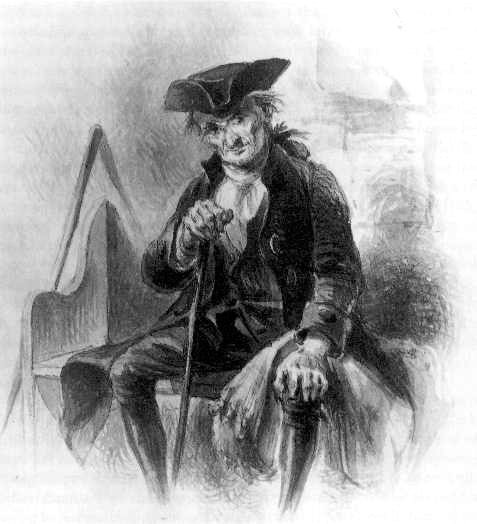